# Hypagyrtis unipunctaria
Hypagyrtis unipunctaria är en fjärilsart som beskrevs av Alpheus Spring Packard 1876. Hypagyrtis unipunctaria ingår i släktet Hypagyrtis och familjen mätare. Inga underarter finns listade i Catalogue of Life.